# Karel Herites
Karel Herites (Žižkov, 1886. szeptember 4. – ?, 1948. május 21.) csehszlovák nemzetközi labdarúgó-játékvezető.

## Pályafutása

### Nemzetközi játékvezetés
A Csehszlovák labdarúgó-szövetség Játékvezető Bizottsága (JB) 1923-ban terjesztette fel nemzetközi játékvezetőnek, a Nemzetközi Labdarúgó-szövetség (FIFA) bíróinak keretébe. Több nemzetek közötti válogatott és klubmérkőzést vezetett, vagy működő társának partbíróként segített. A csehszlovák nemzetközi játékvezetők rangsorában, a vezetett válogatott mérkőzések sorrendjében többedmagával a 16. helyet foglalja el 5 találkozó szolgálatával. Az aktív nemzetközi játékvezetéstől 1926-ban búcsúzott. Válogatott mérkőzéseinek száma: 5.

## Magyar vonatkozás
| Időpont              | Helyszín                          | Mérkőzés típusa          | Mérkőzés              | Eredmény | Nézők száma |
| -------------------- | --------------------------------- | ------------------------ | --------------------- | -------- | ----------- |
| 1925. szeptember 20. | Üllői úti Stadion, Budapest       | 110. válogatott mérkőzés | Magyarország–Ausztria | 1 : 1    | 33 000      |
| 1926. május 2.       | Hungária körúti Stadion, Budapest | 115. válogatott mérkőzés | Magyarország–Ausztria | 0 : 3    | 35 000      |